# Botoșani
Botoșani  (pronuncia in romeno /bo.to'ʃanʲ/) (in ungherese Botosány, in polacco Botoszany, in tedesco Botoschan) è un municipio della Romania di 115 739 abitanti, capoluogo dell'omonimo distretto nella regione storica della Bucovina. 
La città è al centro di una ricca regione agricola (cereali in particolare) e si è dotata, negli ultimi decenni, di alcune importanti manifatture tessili ed è meglio conosciuta come il luogo di nascita di molti personaggi illustri, quali Mihai Eminescu, Nicolae Iorga e Grigore Antipa.

## Origine del nome

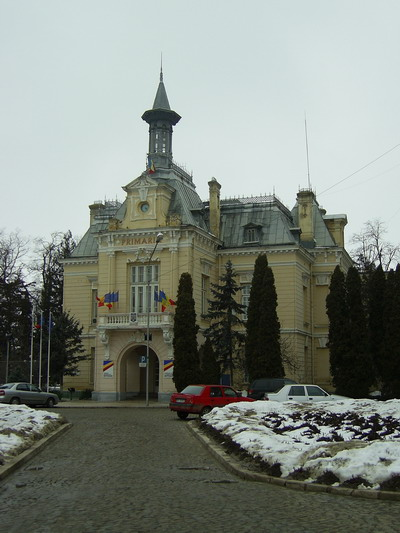
Palazzo del municipio cittadino.

Il nome della città trae probabilmente le sue origini dal nome di una famiglia chiamata Botaș, il cui nome si trova nelle antiche memorie del tempo del Principe Stefano il Grande (tardo XV secolo) come una delle più importanti famiglie della Moldavia; queste testimonianze risalgono all'XI secolo.

## Storia
Lo sviluppo della città fu fortemente influenzato dalla sua posizione nell'area di contatto tra l'altopiano di Suceava e la pianura di Jijia, che portò sia allo sviluppo del commercio di prodotti agricoli sia a quello degli animali. Inoltre, data la posizione della città, collocata in un punto di collegamento favorevole tra le principali strade commerciali del Principato di Moldavia, Botoșani divenne un importante centro commerciale che aumentò fino alla seconda metà del XIX secolo.
Sul territorio di Botoșani nel luogo chiamato "La Siliște" (situato a circa 2 km a nord della città) ci sono - oltre alle prove di continuità di residenza nell'intervallo tra il XIII ed il XVIII secolo - persino le tracce di una cultura slava, che mostra l'assimilazione della cultura materiale degli slavi agli abitanti originari della località, tra il IX e X secolo. Sempre nell'area dell'ex barriera di Agafton - villaggio nei pressi delle periferie di Botoșani - è stato scoperto un insediamento nel quale sono stati rinvenuti frammenti di ceramica del III-IV e XI-XIII secolo, appartenenti al feudalesimo antico; inoltre, nell'area del monastero di Popăuți, sono state trovate prove archeologiche che mostrano la continuità dell'abitazione nell'area tra il XIII e XVIII secolo. Sulla base di queste osservazioni archeologiche fatte finora, si constata che la cittadina risale al XIV secolo, preceduta da un insediamento del XIII secolo. Il primo attestato documentario della città di Botoșani è stato realizzato dalla Pietà della Chiesa armena al centro della piazza principale, risalente al 1350 circa.
Le scoperte archeologiche sul territorio della città di Botoșani, a Drăgușeni, Mitoc, Rădăuți-Prut, Ștefănești e Vorniceni confermano la presenza di insediamenti umani in quest'area sin dal Paleolitico. Particolari della cultura Cucuteni sono i vasi in ceramica ed argilla, dipinti poi con l'ausilio di tavolozze di circa 2 o 3 colori ricavati in natura, probabilmente col sangue di animali catturati o carbonio, il quale spesso veniva ricavato da insediamenti circostanct: i vasi raffiguravano una donna ricoperta di gioielli - la "Signora Moldava" - nell'intento di dare vari beni (gioielli, vestiti, alimenti, ecc.) acquistati coi soldi guadagnati dalle fiere artistiche nella piazza principale della città, ai cittadini: ciò fa tutt'oggi dedurre che Botoșani era una grande, fiorente città con un mercato libero e commercio parecchio attivo, provato anche numerose volte grazie a vari ricavi archeologici, trovati col tempo.
I grandi voivodi della Moldavia, Stefan cel Mare e Petru Rareș costruirono vari edifici di entità pubblica, governativa e/o religiosa a Botoșani, nella città che tutt'oggi conserva i ricordi dei fondatori reali: la Chiesa "Sf. Nicolae" di Dorohoi (1495) e la Chiesa di Sf. Nicolae Popăuți (1496) a Ștefan cel Mare, oggi monumenti storici. Sempre monumenti storici sono anche le fondamenta della signora Elena, moglie del voivode Petru Rareș: a quest'ultimi vennero edificati - in segno di fedeltà - le chiese "Sf. Gheorghe" a Botoșani (1551) ed Uspenia (1552).
Alla fine del XVI secolo circa, a capo della città vi era sempre un "funzionario" scelto dalla signoria locale, il quale era responsabile del riscuotere le sue entrate, proclamare nuove leggi e giudicare i cittadini dei loro eventuali reati: tuttavia si riscontrarono gravi lacune in questo sistema governativo, a causa della corruzione e della ingiustizia sociale (disparità tra signoria e "classi inferiori", tra cui i numerosi contadini). Oltre al funzionario, c'era un consiglio comunale, composto da uno scoltetto e 12 servitori eletti dalla comunità. Un'amministrazione ben consolidata, dunque, inizierà ad operare a Botoșani dopo il 1820, periodo nel quale le signorie locali avevano ormai smarrito ogni potere sulla città. Oggi, Botoșani è una città che mantiene una discreta struttura sotterranea, con cantine a volta sovrapposte. Per centinaia di anni queste "cantine a volta sovrapposte" hanno funto da magazzino nel quale depositare vari beni, tra cui cibo, armature e gioielli, costituendo persino il luogo di rifugio della popolazione durante le varie e ripetute invasioni. Un valore architettonico indiscutibile è costituito da antichi edifici millenari, nonché dalla zona adiacente alla piazza principale della città, famosa per il valore architettonico del centro storico.
L'oggetto più antico (datato con precisione) ritrovato in quest'area è una lapide armena del 1350. La prima citazione scritta di Botoșani si trova nelle Cronache della Moldavia di Grigore Ureche, che riportano una devastante invasione dei tartari il 28 novembre 1493. Pochi anni più tardi (1505) subì anche un saccheggio da parte dei polacchi, cui fece seguito, nel 1529, un nuovo attacco tartaro. La città venne presa ripetutamente di mira perché era, all'epoca, particolarmente prospera. Nata inizialmente come mercato locale, essendo situata al crocevia di diverse strade commerciali, nel secolo XVI vi si teneva già "la più grande ed antica fiera della Moldavia storica".
Comunità numerose di commercianti ebrei ed armeni erano presenti in questa città a partire dal secolo XVII.
Mihai Eminescu, il poeta nazionale della Romania, è nato a Botoșani (e trascorse la propria infanzia nella località di Ipotești), e così anche il famoso storico rumeno Nicolae Iorga.
Botoșani è anche la sede del collegio nazionale A. T. Laurian, uno degli istituti educativi pre-universitari più antichi (fondato nel 1859) e prestigiosi di tutta la Romania.

## Cultura
- Botosánka è una danza delle Csángós.
- Teatro statale ebraico (Romania)

## Sport
Il calcio è rappresentato in città dalla squadra FC Botoșani.